# Marco Tardelli
Marco Tardelli (sinh ngày 24 tháng 9 năm 1954) là một cựu cầu thủ bóng đá Ý, hiện là trợ lý huấn luyện viên trưởng cho đội tuyển Cộng hòa Ireland. Vị trí của Tardelli là tiền vệ phòng ngự. Ông là thành viên đội tuyển Italia vô địch thế giới năm 1982 và 5 lần vô địch Serie A. Tardelli nổi tiếng với phong cách thi đấu mạnh mẽ, bền bỉ cùng những cú tắc bóng cực kì quyết liệt, trong sự nghiệp của mình Tardelli còn được biết đến như người hay ghi những bàn thắng quyết định

## Sự nghiệp câu lạc bộ
Tardelli sinh ở Capanne di Careggine, tỉnh Lucca xứ Tuscany.
Tardelli bắt đầu sự nghiệp ở câu lạc bộ Pisa ở Serie C. Hai năm sau đó ông chơi ở Serie B cho Como trước khi gia nhập gã khổng lồ Juventus vào tháng 10 năm 1975. Trong một thập kỉ chơi bóng cho câu lạc bộ thành Turin, Tardelli đã giành tất cả các danh hiệu cao quý cấp câu lạc bộ: cúp UEFA, siêu cúp châu Âu, cúp C1 châu Âu và 5 lần vô địch Serie A cùng 3 cúp quốc gia.
Trong trận chung kết lượt đi cúp UEFA năm 1977 gặp Athletic Bilbao, Tardelli đã ghi bàn thắng quyết định giúp Juventus giành thắng lợi, qua đó lên ngôi vô địch. Đây cũng là chiếc cúp châu Âu đầu tiên trong lịch sử Juventus. Tổng cộng Tardelli thi đấu 376 cho Lão phu nhân và ghi 51 bàn thắng.
Trên sân bóng, Tardelli chơi bóng theo phong cách mạnh mẽ và dữ dội đến mức cựu tiền đạo Jimmy Greaves của đội tuyển Anh và câu lạc bộ Tottenham Hotspur từng nói "Anh ấy gây ra nhiều vết sẹo hơn tất cả các bác sĩ phẫu thuật của bệnh viện Harefield làm cùng lúc" (nguyên văn: "Tardelli is responsible for more scar tissue than all the surgeons at Harefield hospital put together.") .

## Đội tuyển quốc gia
Tardelli có trận đấu đầu tiên trong màu áo đội tuyển quốc gia ngày 7 tháng 4 năm 1976 gặp Bồ Đào Nha. Tardelli tiếp tục xuất hiện trong màu áo đội tuyển quốc gia ở các giải đấu lớn sau đó như World Cup 1978 hay Euro 1980 và đặc biệt chơi ấn tượng ở World Cup 1982, giải đấu mà Italia giành chức vô địch lần thứ 3 sau 44 năm. Tại giải này Tardelli ghi hai bàn thắng, một trong trận vòng bảng gặp Argentina và bàn còn lại là bàn nâng tỷ số lên 2-0 trong trận chung kết với Tây Đức. Pha ăn mừng bàn thắng của Tardelli trong trận chung kết đã trở thành một hình ảnh cực kì nổi tiếng và là một trong những màn ăn mừng đáng nhớ nhất mọi thời đại. Nước mắt lưng tròng, Tardelli chạy thật nhanh về phía băng ghế huấn luyện với hai bàn tay nắm chặt trước ngực, miệng hét "Marco Tardelli... Marco Tardelli!" và đầu thì lắc mạnh . Màn ăn mừng đó sau này được biết đến với cái tên "Tardelli cry" (Tardelli khóc). Sau này trong trận bán kết World cup 2006, sau khi ghi bàn mở tỉ số trong những phút cuối của hiệp phụ thứ 2, Fabio Grosso cũng có pha ăn mừng làm gợi nhớ lại pha ăn mừng của Tardelli khi xưa.
Tardelli có tổng cộng 81 lần khoác áo đội tuyển quốc gia, trận đấu cuối cùng của ông cho đội tuyển là trận gặp Na Uy tháng 9 năm 1985. Tardelli giải nghệ năm 1988.

## Sự nghiệp huấn luyện
Tardelli bắt đầu sự nghiệp huấn luyện ở đội U-16 Italia năm 1988 ngay sau khi treo giày. Hai năm sau đó ông trở thành trợ lý huấn luyện viên cho Cesare Maldini ở đội U-21 Ý. Năm 1993 Tardelli chuyển tới làm việc với Como ở Serie C1. Ông giúp câu lạc bộ lên hạng Serie B, nhưng cũng không thể giúp đội bóng trụ lại lâu hơn.

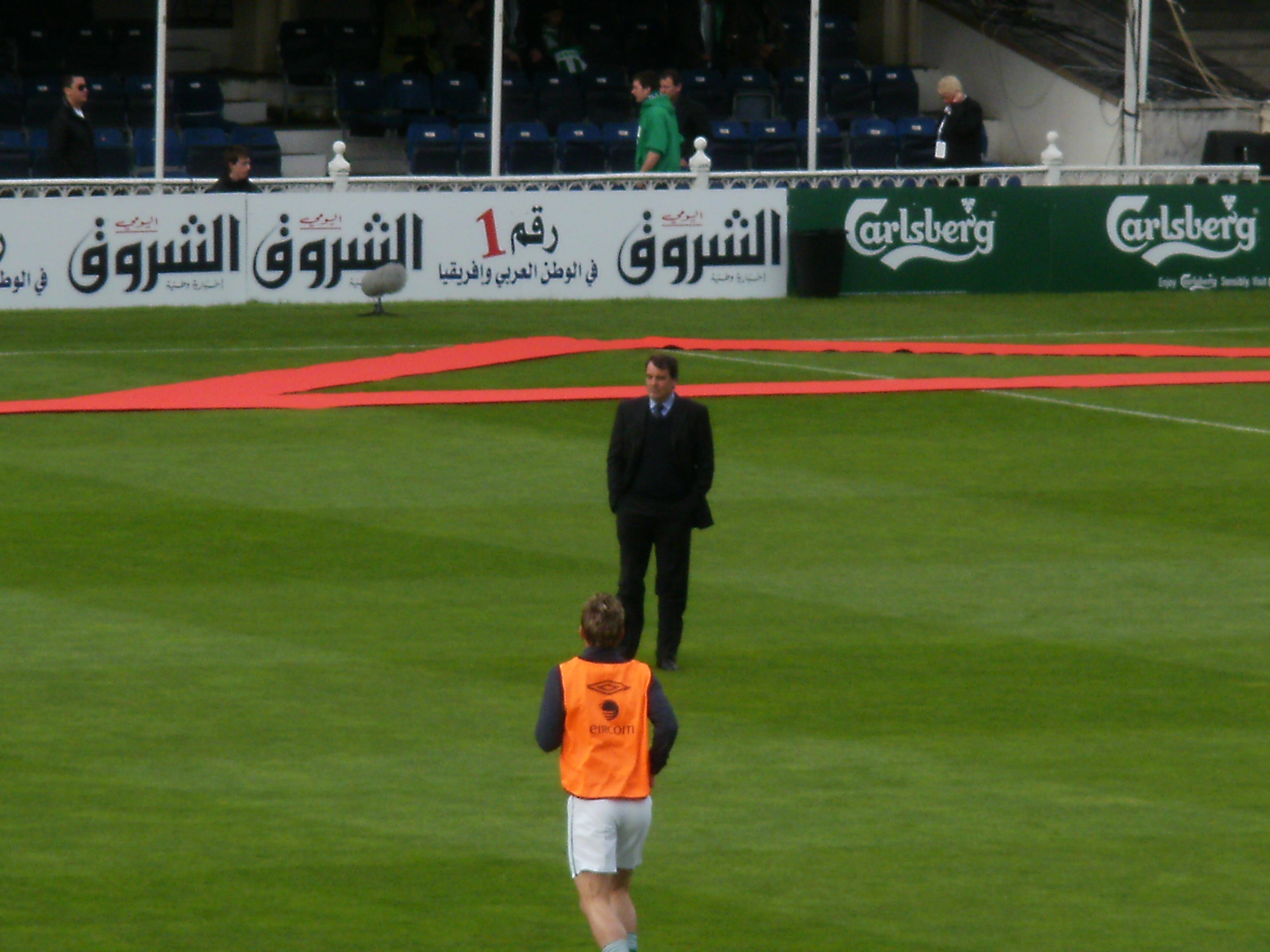
Tardelli trong vai trò trợ lý huấn luyện viên của Cộng hòa Ireland, tháng 5 năm 2010

Năm 1995 Tardelli nhận lời dẫn dắt Cesena, một câu lạc bộ khác ở Serie B. Ông trải qua 3 mùa bóng ở đây trước khi trở thành huấn luyện viên trưởng đội U-21 Italia và giành chức vô địch U-21 châu Âu năm 2000. Thành công này đưa Tardelli trở thành huấn luyện viên trưởng Inter Milan trong mùa giải 2000-01. Tuy vậy chuyến phiêu lưu này nhanh chóng kết thúc do một chuỗi những thất bại thảm hại mà đỉnh điểm là trận thua 0-6 trước đối thủ truyền kiếp cùng thành phố AC Milan. Ông bị sa thải vào tháng 6 năm 2001. Sau đó Tardelli không gặp nhiều may mắn trong công việc huấn luyện ở Bari, đội tuyển Ai Cập và Arezzo
Tardelli có một thời gian ngắn làm việc cho ban lãnh đạo đội bóng cũ Juventus vào năm 2006, trước khi từ chức vào năm 2007 vì bất đồng quan điểm với các nhân vật đứng đầu câu lạc bộ . Tháng 2 năm 2008, Tardelli trở thành trợ lý cho Giovanni Trapattoni ở đội tuyển cộng hòa Ireland cùng với người đồng đội cũ ở Juventus Liam Bardy.

## Thống kê sự nghiệp

### Câu lạc bộ
| Câu lạc bộ thi đấu  | Câu lạc bộ thi đấu  | Câu lạc bộ thi đấu  | Giải quốc nội | Giải quốc nội | Cup quốc gia | Cup quốc gia | Cúp châu Âu | Cúp châu Âu | Tổng | Tổng |
| Mùa                 | Câu lạc bộ          | Giải                | Trận          | Bàn           | Trận         | Bàn          | Trận        | Bàn         | Trận | Bàn  |
| ------------------- | ------------------- | ------------------- | ------------- | ------------- | ------------ | ------------ | ----------- | ----------- | ---- | ---- |
| 1972-73             | Pisa                | Serie A             | 8             | 2             |              |              |             |             |      |      |
| 1973-74             | Pisa                | Serie A             | 33            | 2             |              |              |             |             |      |      |
| 1974-75             | Como                | Serie B             | 36            | 2             |              |              |             |             |      |      |
| 1975-76             | Juventus            | Serie A             | 26            | 2             |              |              |             |             |      |      |
| 1976-77             | Juventus            | Serie A             | 28            | 4             |              |              |             |             |      |      |
| 1977-78             | Juventus            | Serie A             | 26            | 4             |              |              |             |             |      |      |
| 1978-79             | Juventus            | Serie A             | 29            | 4             |              |              |             |             |      |      |
| 1979-80             | Juventus            | Serie A             | 18            | 4             |              |              |             |             |      |      |
| 1980-81             | Juventus            | Serie A             | 28            | 7             |              |              |             |             |      |      |
| 1981-82             | Juventus            | Serie A             | 22            | 3             |              |              |             |             |      |      |
| 1982-83             | Juventus            | Serie A             | 26            | 5             |              |              |             |             |      |      |
| 1983-84             | Juventus            | Serie A             | 28            | 0             |              |              |             |             |      |      |
| 1984-85             | Juventus            | Serie A             | 28            | 2             |              |              |             |             |      |      |
| 1985-86             | Internazionale      | Serie A             | 19            | 2             |              |              |             |             |      |      |
| 1986-87             | Internazionale      | Serie A             | 24            | 0             |              |              |             |             |      |      |
| 1987-88             | FC St. Gallen       | Nationalliga A      | 14            | 0             |              |              |             |             |      |      |
| Tổng cộng           | Italia              | Italia              | 379           | 43            | -            | -            | -           | -           | 379  | 43   |
| Tổng cộng           | Thụy Sĩ             | Thụy Sĩ             | 14            | 0             | -            | -            | -           | -           | 14   | 0    |
| Tổng cộng sự nghiệp | Tổng cộng sự nghiệp | Tổng cộng sự nghiệp | 393           | 43            | -            | -            | -           | -           | 393  | 43   |

### Quốc tế
| Đội tuyển bóng đá Ý | Đội tuyển bóng đá Ý | Đội tuyển bóng đá Ý |
| Năm                 | Trận                | Bàn                 |
| ------------------- | ------------------- | ------------------- |
| 1976                | 8                   | 0                   |
| 1977                | 7                   | 0                   |
| 1978                | 13                  | 1                   |
| 1979                | 4                   | 2                   |
| 1980                | 12                  | 1                   |
| 1981                | 6                   | 0                   |
| 1982                | 13                  | 2                   |
| 1983                | 4                   | 0                   |
| 1984                | 7                   | 0                   |
| 1985                | 6                   | 0                   |
| Tổng                | 81                  | 6                   |

### Huấn luyện
| Đội tuyển      | Quốc gia | Từ             | Tới           | Thống kê | Thống kê | Thống kê | Thống kê | Thống kê |
| Đội tuyển      | Quốc gia | Từ             | Tới           | G        | W        | D        | L        | % thắng  |
| -------------- | -------- | -------------- | ------------- | -------- | -------- | -------- | -------- | -------- |
| Internazionale | Ý        | Tháng 10, 2000 | Tháng 6, 2001 | 40       | 15       | 13       | 12       | 037,50   |
| Tổng           | Tổng     | Tổng           | Tổng          | 40       | 15       | 13       | 12       | 037,50   |

## Thành tích

### Juventus
- Serie A: 1976–77, 1977–78, 1980–81, 1981–82, 1983–84
- Coppa Italia: 1979, 1983
- Cúp UEFA: 1977
- UEFA Cup Winners' Cup: 1984
- Siêu cúp châu Âu: 1984
- cúp C1 châu Âu: 1985

### Đội tuyển
- FIFA World Cup: 1982